# Élections cantonales de 2011 en Lot-et-Garonne
Les élections cantonales ont eu lieu les 20 et 27 mars 2011.

## Contexte départemental

### Assemblée départementale sortante
Avant les élections, le conseil général de Lot-et-Garonne est présidé par Pierre Camani (PS). Il comprend 40 conseillers généraux issus des 40 cantons de Lot-et-Garonne ; 20 d'entre eux sont renouvelables lors de ces élections.
| Parti                             | Sigle | Élus |
| --------------------------------- | ----- | ---- |
| Majorité (25 sièges)              |       |      |
| Parti socialiste                  | PS    | 19   |
| Divers gauche                     | DVG   | 4    |
| Parti radical de gauche           | PRG   | 1    |
| Parti communiste français         | PCF   | 1    |
| Opposition (15 sièges)            |       |      |
| Union pour un mouvement populaire | UMP   | 10   |
| Divers droite                     | DVD   | 5    |
| Président du conseil général      |       |      |
| Pierre Camani (PS)                |       |      |

## Résultats à l'échelle du département

### Résultats en nombre de sièges
| Parti | Sièges mis en jeu | Élus | Évolution |
| ----- | ----------------- | ---- | --------- |
| PS    | 10                | 11   | +1        |
| DVG   | 3                 | 1    | -1        |
| PCF   | 1                 | 1    | 0         |
| PRG   | 1                 | 2    | +1        |
| DVD   | 0                 | 1    | +1        |
| UMP   | 5                 | 4    | -1        |

### Assemblée départementale à l'issue des élections
| Parti                             | Sigle |    |
| --------------------------------- | ----- | -- |
| Majorité (25 sièges)              |       |    |
| Parti communiste français         | PCF   | 1  |
| Parti socialiste                  | PS    | 19 |
| Parti radical de gauche           | PRG   | 2  |
| Divers gauche                     | DVG   | 3  |
| Opposition (15 sièges)            |       |    |
| Divers droite                     | DVD   | 6  |
| Union pour un mouvement populaire | UMP   | 9  |
| Président du conseil général      |       |    |
| Pierre Camani (PS)                |       |    |

## Résultats par canton

### Canton d'Agen-Nord-Est
| Candidats      | Candidats          | Étiquette      | Premier tour | Premier tour | Second tour | Second tour |
| Candidats      | Candidats          | Étiquette      | Voix         | %            | Voix        | %           |
| -------------- | ------------------ | -------------- | ------------ | ------------ | ----------- | ----------- |
|                | Catherine Pitous   | PS             | 1 080        | 33,30        | 1 890       | 56,81       |
|                | Laurence Maioroff  | UMP            | 975          | 30,06        | 1 437       | 43,19       |
|                | Roman Naibo        | FN             | 591          | 18,22        |             |             |
|                | André Mazière      | FG             | 443          | 13,66        |             |             |
|                | Caroline Brouillet | MoDem          | 154          | 4,74         |             |             |
|                |                    |                |              |              |             |             |
| Inscrits       | Inscrits           | Inscrits       | 7 173        | 100,00       | 7 173       | 100,00      |
| Abstentions    | Abstentions        | Abstentions    | 3 823        | 53,30        | 3 526       | 49,16       |
| Votants        | Votants            | Votants        | 3 350        | 46,70        | 3 647       | 50,84       |
| Blancs et nuls | Blancs et nuls     | Blancs et nuls | 107          | 3,19         | 320         | 8,77        |
| Exprimés       | Exprimés           | Exprimés       | 3 243        | 96,81        | 3 327       | 91,23       |

### Canton d'Agen-Ouest
| Candidats      | Candidats            | Étiquette      | Premier tour | Premier tour | Second tour | Second tour |
| Candidats      | Candidats            | Étiquette      | Voix         | %            | Voix        | %           |
| -------------- | -------------------- | -------------- | ------------ | ------------ | ----------- | ----------- |
|                | Jean-Louis Mateos    | PRG            | 1 047        | 27,71        | 2 185       | 57,21       |
|                | Jean Barrull         | DVD            | 940          | 24,88        | 1 634       | 42,79       |
|                | Christophe Bocquet   | UMP            | 669          | 17,71        |             |             |
|                | Maryse Combres       | EÉLV           | 438          | 11,59        |             |             |
|                | Jean-Jacques Mirande | FG             | 365          | 9,66         |             |             |
|                | Bruno Dubos          | MoDem          | 319          | 8,44         |             |             |
|                |                      |                |              |              |             |             |
| Inscrits       | Inscrits             | Inscrits       | 8 734        | 100,00       | 8 733       | 100,00      |
| Abstentions    | Abstentions          | Abstentions    | 4 772        | 54,64        | 4 568       | 52,31       |
| Votants        | Votants              | Votants        | 3 962        | 45,36        | 4 165       | 47,69       |
| Blancs et nuls | Blancs et nuls       | Blancs et nuls | 184          | 4,64         | 346         | 8,31        |
| Exprimés       | Exprimés             | Exprimés       | 3 778        | 95,36        | 3 819       | 91,69       |

### Canton d'Agen-Sud-Est
| Candidats      | Candidats         | Étiquette      | Premier tour | Premier tour | Second tour | Second tour |
| Candidats      | Candidats         | Étiquette      | Voix         | %            | Voix        | %           |
| -------------- | ----------------- | -------------- | ------------ | ------------ | ----------- | ----------- |
|                | Christian Dezalos | PS             | 1 615        | 36,17        | 2 125       | 53,16       |
|                | Guy Saint-Martin* | DVG            | 1 225        | 27,44        | 1 872       | 46,84       |
|                | Jérôme Roux       | UMP            | 826          | 18,50        |             |             |
|                | Marcel Vindis     | FG             | 356          | 7,97         |             |             |
|                | Alain Zanardo     | EÉLV           | 317          | 7,10         |             |             |
|                | François Bonneau  | MoDem          | 126          | 2,82         |             |             |
|                |                   |                |              |              |             |             |
| Inscrits       | Inscrits          | Inscrits       | 9 738        | 100,00       | 9 736       | 100,00      |
| Abstentions    | Abstentions       | Abstentions    | 5 080        | 52,17        | 5 326       | 54,70       |
| Votants        | Votants           | Votants        | 4 658        | 47,83        | 4 410       | 45,30       |
| Blancs et nuls | Blancs et nuls    | Blancs et nuls | 193          | 4,14         | 413         | 9,37        |
| Exprimés       | Exprimés          | Exprimés       | 4 465        | 95,86        | 3 997       | 90,63       |

*sortant

### Canton de Beauville
| Candidats      | Candidats            | Étiquette      | Premier tour | Premier tour | Second tour | Second tour |
| Candidats      | Candidats            | Étiquette      | Voix         | %            | Voix        | %           |
| -------------- | -------------------- | -------------- | ------------ | ------------ | ----------- | ----------- |
|                | Marie-France Salles* | DVG            | 549          | 42,72        | 753         | 57,48       |
|                | Gilbert Tovo         | UMP            | 404          | 31,44        | 557         | 42,52       |
|                | Alain Chatrain       | EÉLV           | 135          | 10,51        |             |             |
|                | Jean-Pierre Roume    | FN             | 125          | 9,73         |             |             |
|                | Élise Igounet        | MoDem          | 72           | 5,6          |             |             |
|                |                      |                |              |              |             |             |
| Inscrits       | Inscrits             | Inscrits       | 1 964        | 100,00       | 1 964       | 100,00      |
| Abstentions    | Abstentions          | Abstentions    | 646          | 32,89        | 593         | 30,19       |
| Votants        | Votants              | Votants        | 1 318        | 67,11        | 1 371       | 69,81       |
| Blancs et nuls | Blancs et nuls       | Blancs et nuls | 33           | 2,50         | 61          | 4,45        |
| Exprimés       | Exprimés             | Exprimés       | 1 285        | 97,50        | 1 310       | 95,55       |

*sortant

### Canton de Bouglon
| Candidats      | Candidats          | Étiquette      | Premier tour | Premier tour |
| Candidats      | Candidats          | Étiquette      | Voix         | %            |
| -------------- | ------------------ | -------------- | ------------ | ------------ |
|                | Raymond Girardi*   | FG             | 956          | 58,47        |
|                | Rose-Marie Lainard | UMP            | 679          | 41,53        |
|                |                    |                |              |              |
| Inscrits       | Inscrits           | Inscrits       | 2 300        | 100,00       |
| Abstentions    | Abstentions        | Abstentions    | 615          | 26,74        |
| Votants        | Votants            | Votants        | 1 685        | 73,26        |
| Blancs et nuls | Blancs et nuls     | Blancs et nuls | 50           | 2,97         |
| Exprimés       | Exprimés           | Exprimés       | 1 635        | 97,03        |

*sortant

### Canton de Cancon
| Candidats      | Candidats           | Étiquette      | Premier tour | Premier tour | Second tour | Second tour |
| Candidats      | Candidats           | Étiquette      | Voix         | %            | Voix        | %           |
| -------------- | ------------------- | -------------- | ------------ | ------------ | ----------- | ----------- |
|                | Jean-Claude Gouget* | DVG            | 1 087        | 44,59        | 1 545       | 55,98       |
|                | Xavier Galinou      | UMP            | 902          | 37,00        | 1 215       | 44,02       |
|                | Matthieu Lamazière  | FG             | 232          | 9,52         |             |             |
|                | Patrick Beauvillard | MoDem          | 217          | 8,90         |             |             |
|                |                     |                |              |              |             |             |
| Inscrits       | Inscrits            | Inscrits       | 4 427        | 100,00       | 4 425       | 100,00      |
| Abstentions    | Abstentions         | Abstentions    | 1 905        | 43,03        | 1 574       | 35,57       |
| Votants        | Votants             | Votants        | 2 522        | 56,97        | 2 851       | 64,43       |
| Blancs et nuls | Blancs et nuls      | Blancs et nuls | 84           | 3,33         | 91          | 3,19        |
| Exprimés       | Exprimés            | Exprimés       | 2 438        | 96,67        | 2 760       | 96,81       |

*sortant

### Canton de Damazan
| Candidats      | Candidats                    | Étiquette      | Premier tour | Premier tour | Second tour | Second tour |
| Candidats      | Candidats                    | Étiquette      | Voix         | %            | Voix        | %           |
| -------------- | ---------------------------- | -------------- | ------------ | ------------ | ----------- | ----------- |
|                | Michel de Lapeyrière*        | UMP            | 1 047        | 47,29        | 1 304       | 54,47       |
|                | José Armand                  | PS             | 599          | 27,06        | 1 090       | 45,53       |
|                | Jean-Jacques Banel           | DVG            | 411          | 18,56        |             |             |
|                | Marie-Hélène Larrat-Bertrand | EÉLV           | 157          | 7,09         |             |             |
|                |                              |                |              |              |             |             |
| Inscrits       | Inscrits                     | Inscrits       | 3 860        | 100,00       | 3 860       | 100,00      |
| Abstentions    | Abstentions                  | Abstentions    | 1 564        | 40,52        | 1 358       | 35,18       |
| Votants        | Votants                      | Votants        | 2 296        | 59,48        | 2 502       | 64,82       |
| Blancs et nuls | Blancs et nuls               | Blancs et nuls | 82           | 3,57         | 108         | 4,32        |
| Exprimés       | Exprimés                     | Exprimés       | 2 214        | 96,43        | 2 394       | 95,68       |

*sortant

### Canton de Duras
| Candidats      | Candidats         | Étiquette      | Premier tour | Premier tour |
| Candidats      | Candidats         | Étiquette      | Voix         | %            |
| -------------- | ----------------- | -------------- | ------------ | ------------ |
|                | Bernadette Dreux* | UMP            | 1 347        | 59,95        |
|                | Pierre Clament    | PS             | 582          | 25,90        |
|                | Mathilde Bœuf     | EÉLV           | 318          | 14,15        |
|                |                   |                |              |              |
| Inscrits       | Inscrits          | Inscrits       | 3 561        | 100,00       |
| Abstentions    | Abstentions       | Abstentions    | 1 236        | 34,71        |
| Votants        | Votants           | Votants        | 2 325        | 65,29        |
| Blancs et nuls | Blancs et nuls    | Blancs et nuls | 78           | 3,35         |
| Exprimés       | Exprimés          | Exprimés       | 2 247        | 96,65        |

*sortant

### Canton de Fumel
| Candidats      | Candidats           | Étiquette      | Premier tour | Premier tour | Second tour | Second tour |
| Candidats      | Candidats           | Étiquette      | Voix         | %            | Voix        | %           |
| -------------- | ------------------- | -------------- | ------------ | ------------ | ----------- | ----------- |
|                | Jean-Louis Costes*  | UMP            | 2 412        | 49,75        | 2 942       | 55,72       |
|                | Éric Guffond        | DVG            | 1 787        | 36,86        | 2 338       | 44,28       |
|                | Ignace Garay        | NPA            | 251          | 5,18         |             |             |
|                | Mathilde Lacassagne | EÉLV           | 226          | 4,66         |             |             |
|                | Jacqueline Debord   | FG             | 172          | 3,55         |             |             |
|                |                     |                |              |              |             |             |
| Inscrits       | Inscrits            | Inscrits       | 8 118        | 100,00       | 8 120       | 100,00      |
| Abstentions    | Abstentions         | Abstentions    | 3 136        | 38,63        | 2 639       | 32,50       |
| Votants        | Votants             | Votants        | 4 982        | 61,37        | 5 481       | 67,50       |
| Blancs et nuls | Blancs et nuls      | Blancs et nuls | 134          | 2,69         | 201         | 3,67        |
| Exprimés       | Exprimés            | Exprimés       | 4 848        | 97,31        | 5 280       | 96,33       |

*sortant

### Canton de Houeillès
| Candidats      | Candidats       | Étiquette      | Premier tour | Premier tour |
| Candidats      | Candidats       | Étiquette      | Voix         | %            |
| -------------- | --------------- | -------------- | ------------ | ------------ |
|                | Francis Da Ros* | PS             | 512          | 60,24        |
|                | Jean-Max Llorca | LGM            | 161          | 18,94        |
|                | Alexis Roblin   | FN             | 94           | 11,06        |
|                | Jenny François  | FG             | 83           | 9,76         |
|                |                 |                |              |              |
| Inscrits       | Inscrits        | Inscrits       | 1 297        | 100,00       |
| Abstentions    | Abstentions     | Abstentions    | 415          | 32,00        |
| Votants        | Votants         | Votants        | 882          | 68,00        |
| Blancs et nuls | Blancs et nuls  | Blancs et nuls | 32           | 3,63         |
| Exprimés       | Exprimés        | Exprimés       | 850          | 96,37        |

*sortant

### Canton de Laroque-Timbaut
| Candidats      | Candidats             | Étiquette      | Premier tour | Premier tour | Second tour | Second tour |
| Candidats      | Candidats             | Étiquette      | Voix         | %            | Voix        | %           |
| -------------- | --------------------- | -------------- | ------------ | ------------ | ----------- | ----------- |
|                | Georges Denys         | PS             | 706          | 37,67        | 1 054       | 55,24       |
|                | Jean-Claude Bolognini | UMP            | 583          | 31,11        | 854         | 44,76       |
|                | Cyril Friedrichs      | FG             | 318          | 16,97        |             |             |
|                | Philippe Pornin       | FN             | 267          | 14,25        |             |             |
|                |                       |                |              |              |             |             |
| Inscrits       | Inscrits              | Inscrits       | 3 197        | 100,00       | 3 197       | 100,00      |
| Abstentions    | Abstentions           | Abstentions    | 1 292        | 40,41        | 1 162       | 36,35       |
| Votants        | Votants               | Votants        | 1 905        | 59,59        | 2 035       | 63,65       |
| Blancs et nuls | Blancs et nuls        | Blancs et nuls | 31           | 1,63         | 127         | 6,24        |
| Exprimés       | Exprimés              | Exprimés       | 1 874        | 98,37        | 1 908       | 93,76       |

### Canton de Marmande-Est
| Candidats      | Candidats        | Étiquette      | Premier tour | Premier tour | Second tour | Second tour |
| Candidats      | Candidats        | Étiquette      | Voix         | %            | Voix        | %           |
| -------------- | ---------------- | -------------- | ------------ | ------------ | ----------- | ----------- |
|                | Jacques Bilirit* | PS             | 1 962        | 40,81        | 3 113       | 61,99       |
|                | Rémi Duprat      | FN             | 1 257        | 26,14        | 1 909       | 38,01       |
|                | Bernard Gay      | UMP            | 969          | 20,15        |             |             |
|                | Pierre Salane    | EÉLV           | 365          | 7,59         |             |             |
|                | Gilles Lucmarie  | FG             | 255          | 5,30         |             |             |
|                |                  |                |              |              |             |             |
| Inscrits       | Inscrits         | Inscrits       | 11 411       | 100,00       | 11 412      | 100,00      |
| Abstentions    | Abstentions      | Abstentions    | 6 404        | 56,12        | 5 885       | 51,57       |
| Votants        | Votants          | Votants        | 5 007        | 43,88        | 5 527       | 48,43       |
| Blancs et nuls | Blancs et nuls   | Blancs et nuls | 199          | 3,97         | 505         | 9,14        |
| Exprimés       | Exprimés         | Exprimés       | 4 808        | 96,03        | 5 022       | 90,86       |

*sortant

### Canton de Meilhan-sur-Garonne
| Candidats      | Candidats           | Étiquette      | Premier tour | Premier tour |
| Candidats      | Candidats           | Étiquette      | Voix         | %            |
| -------------- | ------------------- | -------------- | ------------ | ------------ |
|                | Régine Povéda*      | PS             | 1 292        | 63,99        |
|                | Pascal Bordessoule  | UMP            | 291          | 14,41        |
|                | Francis Tressos     | FG             | 267          | 13,22        |
|                | Anne-Marie Gauderie | EÉLV           | 169          | 8,37         |
|                |                     |                |              |              |
| Inscrits       | Inscrits            | Inscrits       | 3 734        | 100,00       |
| Abstentions    | Abstentions         | Abstentions    | 1 598        | 42,80        |
| Votants        | Votants             | Votants        | 2 136        | 57,20        |
| Blancs et nuls | Blancs et nuls      | Blancs et nuls | 117          | 5,48         |
| Exprimés       | Exprimés            | Exprimés       | 2 019        | 94,52        |

*sortant

### Canton de Mézin
| Candidats      | Candidats           | Étiquette      | Premier tour | Premier tour | Second tour | Second tour |
| Candidats      | Candidats           | Étiquette      | Voix         | %            | Voix        | %           |
| -------------- | ------------------- | -------------- | ------------ | ------------ | ----------- | ----------- |
|                | François Bernard    | UMP            | 713          | 37,17        | 988         | 48,67       |
|                | Christian Bataille* | PS             | 643          | 33,52        | 1 042       | 51,33       |
|                | Paul Lafontan       | FG             | 336          | 17,52        |             |             |
|                | Nathalie Tourne     | MoDem          | 226          | 11,78        |             |             |
|                |                     |                |              |              |             |             |
| Inscrits       | Inscrits            | Inscrits       | 3 024        | 100,00       | 3 024       | 100,00      |
| Abstentions    | Abstentions         | Abstentions    | 1 033        | 34,16        | 875         | 28,94       |
| Votants        | Votants             | Votants        | 1 991        | 65,84        | 2 149       | 71,06       |
| Blancs et nuls | Blancs et nuls      | Blancs et nuls | 73           | 3,67         | 119         | 5,54        |
| Exprimés       | Exprimés            | Exprimés       | 1 918        | 96,33        | 2 030       | 94,46       |

*sortant

### Canton de Monflanquin
| Candidats      | Candidats        | Étiquette      | Premier tour | Premier tour |
| Candidats      | Candidats        | Étiquette      | Voix         | %            |
| -------------- | ---------------- | -------------- | ------------ | ------------ |
|                | Marcel Calmette* | PS             | 1 450        | 50,56        |
|                | Francis Bordes   | DVD            | 1 147        | 39,99        |
|                | Lionel Feuillas  | EÉLV           | 181          | 6,31         |
|                | Anne Colas       | FG             | 90           | 3,14         |
|                |                  |                |              |              |
| Inscrits       | Inscrits         | Inscrits       | 4 676        | 100,00       |
| Abstentions    | Abstentions      | Abstentions    | 1 730        | 37,00        |
| Votants        | Votants          | Votants        | 2 946        | 63,00        |
| Blancs et nuls | Blancs et nuls   | Blancs et nuls | 78           | 2,65         |
| Exprimés       | Exprimés         | Exprimés       | 2 868        | 97,35        |

*sortant

### Canton de Prayssas
| Candidats      | Candidats         | Étiquette      | Premier tour | Premier tour | Second tour | Second tour |
| Candidats      | Candidats         | Étiquette      | Voix         | %            | Voix        | %           |
| -------------- | ----------------- | -------------- | ------------ | ------------ | ----------- | ----------- |
|                | Alain Merly*      | UMP            | 1 060        | 46,61        | 1 319       | 57,12       |
|                | Sylvie Costa      | DVG            | 610          | 26,82        | 990         | 42,88       |
|                | Emile Monserrat   | FN             | 258          | 11,35        |             |             |
|                | Monique Guittenit | EÉLV           | 176          | 7,74         |             |             |
|                | Jocelyne Veillon  | FG             | 85           | 3,74         |             |             |
|                | Jean-Luc Granet   | SE             | 85           | 3,74         |             |             |
|                |                   |                |              |              |             |             |
| Inscrits       | Inscrits          | Inscrits       | 3 405        | 100,00       | 3 408       | 100,00      |
| Abstentions    | Abstentions       | Abstentions    | 1 090        | 32,01        | 987         | 28,96       |
| Votants        | Votants           | Votants        | 2 315        | 67,99        | 2 421       | 71,04       |
| Blancs et nuls | Blancs et nuls    | Blancs et nuls | 41           | 1,77         | 112         | 4,63        |
| Exprimés       | Exprimés          | Exprimés       | 2 274        | 98,23        | 2 309       | 95,37       |

*sortant

### Canton de Sainte-Livrade-sur-Lot
| Candidats      | Candidats         | Étiquette      | Premier tour | Premier tour | Second tour | Second tour |
| Candidats      | Candidats         | Étiquette      | Voix         | %            | Voix        | %           |
| -------------- | ----------------- | -------------- | ------------ | ------------ | ----------- | ----------- |
|                | Claire Pasut*     | PS             | 1 097        | 34,09        | 1 795       | 51,76       |
|                | Pierre-Jean Pudal | UMP            | 898          | 27,91        | 1 673       | 48,24       |
|                | Odile Alenda      | FN             | 551          | 17,12        |             |             |
|                | Yamina Kichi      | MoDem          | 241          | 7,49         |             |             |
|                | Lucien Martinière | SE             | 166          | 5,16         |             |             |
|                | Sylvain Crespo    | EÉLV           | 157          | 4,88         |             |             |
|                | Laurent Boukhari  | FG             | 108          | 3,36         |             |             |
|                |                   |                |              |              |             |             |
| Inscrits       | Inscrits          | Inscrits       | 5 948        | 100,00       | 5 966       | 100,00      |
| Abstentions    | Abstentions       | Abstentions    | 2 648        | 44,52        | 2 281       | 38,23       |
| Votants        | Votants           | Votants        | 3 300        | 55,48        | 3 685       | 61,77       |
| Blancs et nuls | Blancs et nuls    | Blancs et nuls | 82           | 2,48         | 217         | 5,89        |
| Exprimés       | Exprimés          | Exprimés       | 3 218        | 97,52        | 3 468       | 94,11       |

*sortant

### Canton de Tonneins
| Candidats      | Candidats                 | Étiquette      | Premier tour | Premier tour | Second tour | Second tour |
| Candidats      | Candidats                 | Étiquette      | Voix         | %            | Voix        | %           |
| -------------- | ------------------------- | -------------- | ------------ | ------------ | ----------- | ----------- |
|                | Françoise Bize*           | PS             | 1 537        | 32,67        | 2 345       | 49,47       |
|                | Jean-Pierre Moga          | DVD            | 1 452        | 30,87        | 2 395       | 50,53       |
|                | Étienne Bousquet-Cassagne | FN             | 1 228        | 26,11        |             |             |
|                | Martine Lougnon           | EÉLV           | 487          | 10,35        |             |             |
|                |                           |                |              |              |             |             |
| Inscrits       | Inscrits                  | Inscrits       | 9 925        | 100,00       | 9 925       | 100,00      |
| Abstentions    | Abstentions               | Abstentions    | 5 076        | 51,14        | 4 766       | 48,02       |
| Votants        | Votants                   | Votants        | 4 849        | 48,86        | 5 159       | 51,98       |
| Blancs et nuls | Blancs et nuls            | Blancs et nuls | 145          | 2,99         | 419         | 8,12        |
| Exprimés       | Exprimés                  | Exprimés       | 4 704        | 97,01        | 4 740       | 91,88       |

*sortant

### Canton de Villeneuve-sur-Lot-Nord
| Candidats      | Candidats        | Étiquette      | Premier tour | Premier tour | Second tour | Second tour |
| Candidats      | Candidats        | Étiquette      | Voix         | %            | Voix        | %           |
| -------------- | ---------------- | -------------- | ------------ | ------------ | ----------- | ----------- |
|                | Alain Soubiran*  | PS             | 1 797        | 34,59        | 2 956       | 55,60       |
|                | Florence Graneri | UMP            | 1 350        | 25,99        | 2 361       | 44,40       |
|                | René Ortis       | FN             | 1 163        | 22,39        |             |             |
|                | Marc Tranchard   | EÉLV           | 402          | 7,74         |             |             |
|                | Didier Cesses    | FG             | 265          | 5,10         |             |             |
|                | Joël Collet      | MoDem          | 218          | 4,2          |             |             |
|                |                  |                |              |              |             |             |
| Inscrits       | Inscrits         | Inscrits       | 12 040       | 100,00       | 12 032      | 100,00      |
| Abstentions    | Abstentions      | Abstentions    | 6 707        | 55,71        | 6 325       | 52,57       |
| Votants        | Votants          | Votants        | 5 333        | 44,29        | 5 707       | 47,43       |
| Blancs et nuls | Blancs et nuls   | Blancs et nuls | 138          | 2,59         | 390         | 6,83        |
| Exprimés       | Exprimés         | Exprimés       | 5 195        | 97,41        | 5 317       | 93,17       |

*sortant

### Canton de Villeneuve-sur-Lot-Sud
| Candidats      | Candidats            | Étiquette      | Premier tour | Premier tour | Second tour | Second tour |
| Candidats      | Candidats            | Étiquette      | Voix         | %            | Voix        | %           |
| -------------- | -------------------- | -------------- | ------------ | ------------ | ----------- | ----------- |
|                | Patrick Cassany*     | PS             | 1 667        | 28,14        | 3 567       | 60,17       |
|                | Catherine Martin     | FN             | 1 224        | 20,67        | 2 361       | 39,83       |
|                | Nicolas Bellettieri  | UMP            | 871          | 14,71        |             |             |
|                | Jean-Jacky Larroque  | DVD            | 760          | 12,83        |             |             |
|                | Paul Caubet          | DVG            | 565          | 9,54         |             |             |
|                | Yvon Ventadoux       | EÉLV           | 522          | 8,81         |             |             |
|                | Marie-Hélène Loiseau | FG             | 314          | 5,30         |             |             |
|                |                      |                |              |              |             |             |
| Inscrits       | Inscrits             | Inscrits       | 12 500       | 100,00       | 12 500      | 100,00      |
| Abstentions    | Abstentions          | Abstentions    | 6 456        | 51,65        | 6 042       | 48,34       |
| Votants        | Votants              | Votants        | 6 044        | 48,35        | 6 458       | 51,66       |
| Blancs et nuls | Blancs et nuls       | Blancs et nuls | 121          | 2,00         | 530         | 8,21        |
| Exprimés       | Exprimés             | Exprimés       | 5 923        | 98,00        | 5 928       | 91,79       |

*sortant